# Hansle Parchment
Hansle Parchment (ur. 17 czerwca 1990 w Saint Thomas) – jamajski lekkoatleta specjalizujący się w sprinterskich biegach przez płotki, brązowy medalista igrzysk olimpijskich z Londynu.
Parchment debiutował na mistrzostwach świata juniorów młodszych w Ostrawie (2007), gdzie dotarł do półfinału. W 2011 zdobył złoty medal na Uniwersjadzie w Shenzhen. W 2012 wygrał bieg na 110 m przez płotki podczas mistrzostw Jamajki, dzięki czemu wywalczył awans na igrzyska olimpijskie w Londynie. W trakcie trwania igrzysk Parchment dwukrotnie ustanawiał nowy rekord kraju, a w finale dobiegł na metę jako trzeci i zdobył brązowy medal. Po londyńskich igrzyskach wystąpił na memoriale Kamili Skolimowskiej, gdzie tryumfował w biegu na 110 m przez płotki. W 2015 roku w Pekinie wywalczył wicemistrzostwo świata. W 2021 wywalczył mistrzostwo olimpijskie podczas igrzysk w Tokio. Dwa lata później w Budapeszcie zdobył drugie srebro mistrzostw świata.
Rekord życiowy: 12,93 (17 września 2023, Eugene).

## Osiągnięcia
| Rok  | Impreza                                  | Miejsce    | Lokata     | Wynik |
| ---- | ---------------------------------------- | ---------- | ---------- | ----- |
| 2007 | Mistrzostwa świata juniorów młodszych    | Ostrawa    | półfinał   | 14,13 |
| 2010 | Igrzyska Wspólnoty Narodów               | Nowe Delhi | 5. miejsce | 13,71 |
| 2011 | Mistrzostwa Ameryki Środkowej i Karaibów | Mayagüez   | eliminacje | 13,85 |
| 2011 | Uniwersjada                              | Shenzhen   | 1. miejsce | 13,24 |
| 2012 | Igrzyska olimpijskie                     | Londyn     | 3. miejsce | 13,12 |
| 2013 | Mistrzostwa świata                       | Moskwa     | półfinał   | DNF   |
| 2015 | Mistrzostwa świata                       | Pekin      | 2. miejsce | 13,03 |
| 2018 | Igrzyska Wspólnoty Narodów               | Gold Coast | 2. miejsce | 13,22 |
| 2018 | Mistrzostwa NACAC                        | Toronto    | 1. miejsce | 13,28 |
| 2021 | Igrzyska olimpijskie                     | Tokio      | 1. miejsce | 13,04 |
| 2022 | Mistrzostwa świata                       | Eugene     | –          | DNS   |
| 2022 | Igrzyska Wspólnoty Narodów               | Birmingham | –          | DNS   |
| 2023 | Mistrzostwa świata                       | Budapeszt  | 2. miejsce | 13,07 |
| 2024 | Igrzyska olimpijskie                     | Paryż      | 8. miejsce | 13,39 |